# Portugiesische Fußballnationalmannschaft (U-16-Junioren)
Die portugiesische U-16-Fußballnationalmannschaft ist eine Auswahlmannschaft portugiesischer Fußballspieler. Sie unterliegt der Federação Portuguesa de Futebol und repräsentiert sie international auf U-16-Ebene, etwa in Freundschaftsspielen gegen die Auswahlmannschaften anderer nationaler Verbände. Spielberechtigt sind Spieler, die ihr 16. Lebensjahr noch nicht vollendet haben und die portugiesische Staatsbürgerschaft besitzen, bei Einladungsturnieren kann hiervon gegebenenfalls abgewichen werden.

## Hintergrund und Geschichte
Derzeit werden in der U-16-Altersklasse keine offiziellen Turniere mehr seitens der FIFA bzw. UEFA organisiert. Seit einer Pilotphase 2012 werden seitens der UEFA sog. „Entwicklungsturniere“ veranstaltet, die jedoch nicht den Charakter einer europaweiten Meisterschaft haben. Vielmehr steht hier die Sichtung von Nachwuchstalenten und der Austausch mit anderen Verbänden im Vordergrund.
Bis zur Anhebung des Altersniveaus nach 1989 um ein Jahr nahm die U-16-Nationalmannschaft an der Qualifikation für den entsprechenden FIFA-Weltmeisterschaftswettbewerb teil, seither tritt die U-17-Juniorenauswahl an. Bei ihrer ersten (und einzigen) Teilnahme bei der WM-Endrunde 1989 erreichte die U-16-Auswahl das Halbfinale und belegte nach dem Halbfinalaus gegen Gastgeber Schottland durch einen 3:0-Erfolg im kleinen Finale über Bahrain den dritten Platz. Bis zur analogen Anhebung für die entsprechende Europameisterschaft im Jahr 2001 trat die U-16-Nationalelf ab 1982 in der Qualifikation an und nahm an 15 der 19 Endrunden teil. Dabei gewann sie vier Mal den Titel, nach dem ersten Triumph bei der EM-Endrunde 1989 (4:1-Endspielsieg über die DDR-U-16-Auswahl) gelangen 1995 (2:0-Sieg gegen Spanien), 1996 (1:0-Erfolg über Frankreich) und 2000 (2:1-Triump nach Golden Goal gegen Tschechien) weitere Titelgewinne. Bei der ersten Finalteilnahme anlässlich der EM-Endrunde 1988 hatte sich Portugal noch im Elfmeterschießen Spanien geschlagen geben müssen, insgesamt wurden somit vier der fünf Finals gewonnen.

## Teilnahme an U-16-Weltmeisterschaften
(ab 1991 U-17-Weltmeisterschaft)
| 1985 | Nicht qualifiziert |
| 1987 | Nicht qualifiziert |
| 1989 | 3. Platz           |

## Teilnahme an U-16-Europameisterschaften
(ab 2002 U-17-Europameisterschaft)
| 1982 | nicht qualifiziert |
| 1984 | nicht qualifiziert |
| 1985 | Vorrunde           |
| 1986 | Vorrunde           |
| 1987 | Vorrunde           |
| 1988 | 2. Platz           |
| 1989 | Sieger             |
| 1990 | 4. Platz           |
| 1991 | Vorrunde           |
| 1992 | 4. Platz           |
| 1993 | Vorrunde           |
| 1994 | Viertelfinale      |
| 1995 | Sieger             |
| 1996 | Sieger             |
| 1997 | nicht qualifiziert |
| 1998 | 4. Platz           |
| 1999 | Viertelfinale      |
| 2000 | Sieger             |
| 2001 | nicht qualifiziert |